# Серро-Эль-Питаль
Серро-Эль-Питаль (исп. Cerro El Pital) — гора на границе Сальвадора (департамент Чалатенанго, муниципалитет Сан-Игнасио) и Гондураса (департамент Окотепеке, муниципалитет Окотепеке). Имея высоту 2730 метров над уровнем моря, является высшей точкой Сальвадора и третьей по высоте горой Гондураса.

## Описание
Гора Серро-Эль-Питаль входит в состав хребта Сьерра-Мадре-де-Чьяпас.
Ближайшие более-менее крупные населённые пункты: Окотепеке (ок. 8 км на северо-запад по прямой), Сан-Игнасио (ок. 8 км на юго-запад по прямой, 15 км по дороге) и Ла-Пальма (ок. 9 км на юго-запад по прямой).
Площадь буферной зоны горы, покрытой «туманными лесами», составляет 38 км². Несмотря на охрану этих лесов, к настоящему времени около половины из них уже вырублены.
Восхождение на Серро-Эль-Питаль является популярным туристическим маршрутом для сальвадорцев. В этих лесах встречаются редкие растения и животные, самые интересные из которых — птицы рода Pharomachrus и Euptilotis neoxenus. Близ вершины обустроены места для пикников со столиками и лавочками, стоят несколько гостевых домов, по этому маршруту можно подняться на автомобиле по грунтовой дороге.

## Климат
С ноября по февраль температура на вершине горы колеблется от −6°С до 10°С, в остальное время года — от 5°С до 20°С: это самое холодное место Сальвадора. Рекордно низкие температуры: −6,2°С в январе, 0°С было зафиксировано в мае и августе, 1°С — в июне и июле.
За год на гору выпадает 1534 мм осадков. Самый влажный месяц — сентябрь (290 мм), самый сухой — апрель (6 мм).